# Basilius
Basilius (Grieks voor koning) was de naam van verscheidene personen:
- Basilius van Caesarea, ook wel Basilius de Grote
- Basilius van Ancyra, medicus en later bisschop uit Galatië
- Basilios Bessarion, ook wel Johannes Bessarion
- Basilius de Zalige (Wassili de Zalige), zwerver ten tijde van Ivan de Verschrikkelijke
- Basilius I van Byzantium, ook wel Basileios I de Macedoniër, keizer
- Basilius II van Byzantium, keizer en oudere broer van Constantijn VIII van Byzantium
- Basilius Comnenus
- Basilius Valentinus, Duitse alchemist en kanunnik

Andere verwijzingen naar Basilius,
- Basiliuskathedraal in Moskou
- Basilius, Belgisch bier